# Laurent Carrasset
Laurent Carrasset (Lima, Perú, 20 de noviembre de 1972) es Divisional Vice President South America en Belmond, dirigiendo la estrategia del grupo en la región, a cargo de las propiedades en Perú y Brasil.
En veinte años con Belmond, Carrasset ha sido Gerente General de Bora Bora Lagoon Resort & Spa en el 2006. También Gerente General de Hoteles Belmond Perú, luego se le asignó la división de trenes de PeruRail; y años más tarde asumió la Gerencia General de Hoteles y Trenes en Perú, cargo que ocupó hasta hace poco, cuando fue nombrado Divisional Vice President South America, gracias a su visión estratégica y liderazgo.
Antes de asumir su papel como Divisional Vice President South America, Laurent fue responsable de Hoteles y Trenes en Belmond Perú. Mientras estuvo ahí, logró el posicionamiento de las propiedades de Belmond en la región, impulsando el crecimiento de la industria hotelera. 
Laurent ha sido reconocido como Hotelero del Año en la Conferencia Latinoamericana de Inversión en Hoteles y Turismo en 2017, y ha sido nominado por la revista HOTELS, para los premios del 2018 como Independent Hotelier of the World. 
Graduado de la escuela de París Jean Drouant Hotel, Laurent es licenciado en hospitalidad.
Encuentre a Laurent en Linkedin https://pe.linkedin.com/in/laurent-carrasset-68a1109